# Prix Vindex
Prix Vindex är ett travlopp för 4-åriga varmblodiga hingstar och ston som körs på Vincennesbanan utanför Paris i Frankrike varje år. Det är ett Grupp 3-lopp, det vill säga ett lopp av tredje högsta internationella klass. Loppet körs över distansen 2700 meter. Förstapris är 40 500 euro. Loppet kallas sedan 2022 för Prix Franck Anne för att hedra tränaren och kusken Franck Anne.

## Vinnare
| År   | Häst               | Efter           | Kusk                | Tränare                 | Distans | Tid    |
| ---- | ------------------ | --------------- | ------------------- | ----------------------- | ------- | ------ |
| 2025 | Learn To Fly       | Uriel Speed     | Éric Raffin         | Frédéric Senet          | 2 700 m | 1'12"9 |
| 2024 | Kaviarissime       | Love You        | Benjamin Rochard    | Philippe Allaire        | 2 700 m | 1'13"3 |
| 2023 | Justin Bold        | Bold Eagle      | Jean Francois Senet | Jean Remi Delliaux      | 2 700 m | 1'13"6 |
| 2022 | Inmarosa           | Amiral Sacha    | Léo Abrivard        | Laurent-Claude Abrivard | 2 700 m | 1'13"7 |
| 2021 | Hokkaido Jiel      | Brillantissime  | Pierre Yves Verva   | Jean Luc Dersoir        | 2 700 m | 1'11"8 |
| 2020 | Go On Boy          | Password        | Romain Derieux      | Romain Derieux          | 2 700 m | 1'14"7 |
| 2019 | Flora Qulck        | Prodigious      | Gabriele Gelormini  | Maik Esper              | 2 700 m | 1'14"6 |
| 2018 | Ènino du Pommereux | Coktail Jet     | Franck Nivard       | Sylvain Roger           | 2 700 m | 1'15"3 |
| 2017 | Diablo du Noyer    | Jasmin de Flore | William Bigeon      | William Bigeon          | 2 700 m | 1'14"4 |
| 2016 | Cap Matyss         | Love You        | Jean-Michel Bazire  | Franck Leblanc          | 2 700 m | 1'13"3 |
| 2015 | Bambina Magic      | Nuage de Lait   | Mathieu Mottier     | Dominique Lemetayer     | 2 700 m | 1'14"7 |
| 2014 | Athena de Vandel   | Prince Gede     | Cedric Megissier    | Cedric Megissier        | 2 700 m | 1'16"1 |
| 2013 | Voltigeur de Myrt  | Opus Viervil    | Dominik Locqueneux  | Roberto Donati          | 2 700 m | 1'14"9 |
| 2012 | Uriel Speed        | Indy de Vive    | Pierre Yves Verva   | Guy Verva               | 2 700 m | 1'13"3 |
| 2011 | Treskool du Caux   | Kool du Caux    | Tony Le Beller      | Tony Le Beller          | 2 700 m | 1'13"7 |
| 2010 | Scoop d'Yvel       | Quadrophenio    | Mathieu Fribault    | Daniel Bethouart        | 2 700 m | 1'14"1 |